# Robert Kišerlovski
Robert Kišerlovski (* 9. August 1986 in Čačak, SR Serbien, SFR Jugoslawien) ist ein ehemaliger kroatischer Radrennfahrer.

## Laufbahn
Robert Kišerlovski wurde 2003 kroatischer Juniorenmeister im Cyclocross. 2005 erhielt er seinen ersten Vertrag bei einem internationalen Radsportteam, dem slowenischen Continental Team Adria Mobil. In seinem ersten Jahr dort wurde er nationaler Vizemeister im Straßenrennen der U23-Klasse. I2007 gewann Kišerlovski das italienische Eintagesrennen Gran Premio Palio del Recioto.
Zu Beginn der Saison 2009 fuhr er für das Professional Continental Team Amica Chips-Knauf und wechselte dann im Laufe der Saison Fuji-Servetto, wo er seinen ersten Vertrag bei einem ProTeam hatte und die Vuelta a España 2009 bestritt. In den folgenden Jahren bestritt er für verschiedene Teams alle Grand Tours und beendete den Giro d’Italia 2010 und 2014 jeweils als Zehnter. Außerdem gewann er das Eintagesrennen Giro dell’Appennino und wurde 2013 und 2015 kroatischer Straßenmeister.
Nach Ende der Saison 2018 beendete er seine Radsportlaufbahn.

## Erfolge
2003
- Kroatischer Meister – Cross (Junioren)

2004
- Kroatischer Meister – Cross (Junioren)

2007
- Gran Premio Palio del Recioto

2010
- Mannschaftszeitfahren Giro d’Italia
- Giro dell’Appennino

2013
- Kroatischer Meister – Straßenrennen

## Grand Tours-Platzierungen
| Grand Tour            | 2009 | 2010 | 2011 | 2012 | 2013 | 2014 | 2015 | 2016 | 2017 | 2018 |
| --------------------- | ---- | ---- | ---- | ---- | ---- | ---- | ---- | ---- | ---- | ---- |
| Giro d’ItaliaGiro     | –    | 10   | 43   | –    | 15   | 10   | –    | –    | 31   | –    |
| Tour de FranceTour    | –    | –    | –    | DNF  | –    | –    | –    | 58   | 31   | DNF  |
| Vuelta a EspañaVuelta | DNF  | –    | 18   | –    | 17   | –    | –    | DNF  | –    | –    |

## Teams
- 2005 KRKA-Adria Mobil
- 2006 Adria Mobil
- 2007 Adria Mobil
- 2008 Adria Mobil
- 2009 Amica Chips-Knauf (bis 10.06.)
- 2009 Fuji-Servetto (ab 11.06.)
- 2010 Liquigas-Doimo
- 2011 Pro Team Astana
- 2012 Astana Pro Team
- 2013 RadioShack Leopard
- 2014 Trek Factory Racing
- 2015 Tinkoff-Saxo
- 2016 Tinkoff
- 2017 Team Katusha Alpecin
- 2018 Team Katusha Alpecin